# 新埔陳氏宗祠
24°49′41″N 121°04′35″E / 24.828154°N 121.076444°E
新埔陳氏宗祠，又名百姓陳家祠，位於臺灣新竹縣新埔鎮，清同治七年（1868年）建立，今列縣定古蹟。

## 建築
文史工作者黃有福表示，新埔具前後二進、四合院的家祠，有新埔上枋寮劉宅、新埔外翰第、新埔陳家祠三處，其中陳家祠以內部裝潢、建築精緻為特色。陳家祠建物面寬五開間，二堂二橫帶枕頭槓，前堂中央三間為步口廊，中央天井兩側為三開間橫屋，正堂後為枕頭槓屋。在新埔所有的家祠中，只有陳家祠門口擺放石獅子。裝飾藝術使用的材料複雜，有泥堆造型藝術、交趾燒、石刻等多種，其中最罕見的是正門左右一對磚雕壁飾。前殿磚組砌的金錢幣樣式、與燕尾磚做的丁字砌，表現富貴人家的派頭。捲軒棚斗拱下飾木雕銀象、與反釣的吊筒，皆雕工精緻。

## 歷史

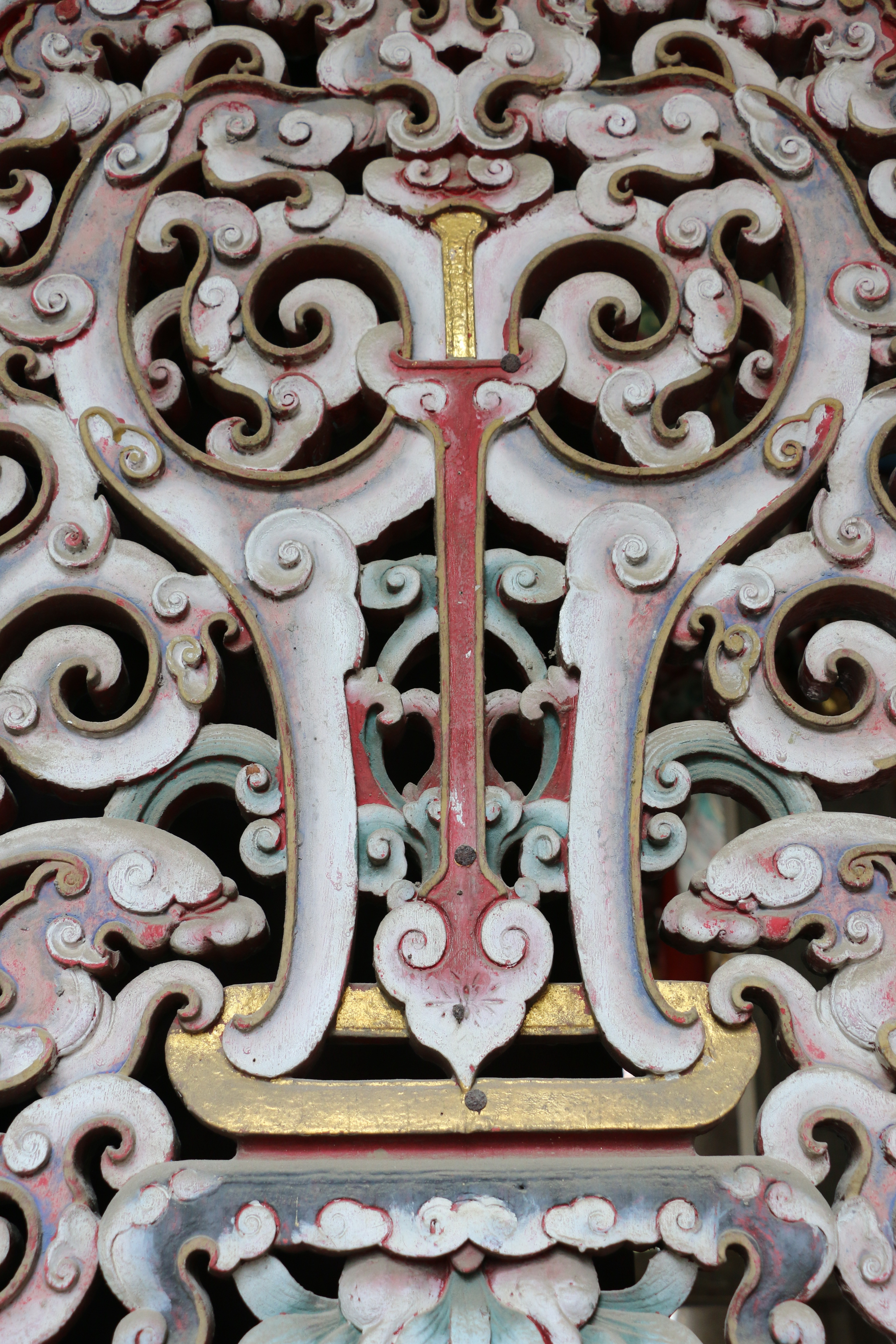
新埔陳家祠螭虎團爐窗

### 早期
清治時期時，新埔民眾會將田地登在具有貢生身分的陳朝綱名下，藉以避苛捐雜稅，若死後無嗣繼承，這些田產就會歸陳朝綱所有。陳朝綱便為絕後的他們在同治七年（1868年）到十年（1871年）間建立新埔陳家祠，故此祠又名「百姓陳家祠」。
乙未戰爭，1895年8月2日，日軍放火燒掉新埔街房舍，使新埔陳家祠、新埔廣和宮、新埔張氏家廟皆遭焚毀。三年後，陳朝綱與同宗又耗資重建，1901年竣工。
在此祠下的土地除新埔外，連關西、湖口都有。除了陳氏後代子孫會前來春、秋祭外，平時很少對外開放。

### 修復
2004年9月，管理委員會開臨時會員大會，考慮無法負擔修復費用，通過捐給縣府來管理。11月30日，藉由縣議員賴江海協調，林柏燕等五名古蹟審查委員勘查後，隨即召開古蹟指定審查委員會，一致同意將陳家祠指定為新竹縣縣定古蹟。2005年3月30日，陳展東代表派下子孫將佔地195坪的陳家祠捐贈給縣政府，縣長鄭永金代表接受。列為古蹟後，因政府遲未修復，而引起管理人陳展東擔心。後來，以工程總經費3765萬元修復，由政府全額負擔修復以為新埔宗祠博物館的核心館。
2013年10月24日舉行動工修復儀式，縣長邱鏡淳、中華民國客家委員會文化教育處處長范佐銘、地方仕紳和陳家祠宗親參與。次年9月16日，進行上梁，邱縣長、范處長、地方仕紳和陳家祠宗親到場。2015年10月18日，縣長邱鏡淳、鎮長林保祿、新竹縣文化局長蔡榮光等參加竣工典禮。